# Список сезонов MLS
Major League Soccer (MLS) — это высшая профессиональная футбольная лига в США и Канаде. По состоянию на сезон 2024 в нее входят 29 команд: 26 из Соединенных Штатах и 3 из Канаде. Лига проводится с 1996 года. Каждый розыгрыш чемпионата проводится в две стадии: сперва играется регулярный чемпионат, по итогу которого определяются участники плей-офф. Лига делится на две конференции, Восточную и Западную. В 2000 и 2001 годах также существовала Центральная конференция. Команда, показавшая лучший результат в регулярном чемпионате, награждается Supporters’ Shield, одним из трех главных внутренних трофеев в североамериканском футболе (остальные - национальные кубки: Открытый кубок США / Кубок Канады и главный трофей — Кубок MLS). В 2010 и 2011 годах чемпионат проводился по классической круговой системе, когда каждая команда играла друг с другом по одному разу дома и на выезде, что создавало сбалансированный график. Из-за неподходящего количества команд (и постоянного его изменения, что создавало неудобство для классической круговой системы), начиная с 2012 года, лига перешла к несбалансированному расписанию, ориентированному на соответствующую конференцию команды.
Так называемый «Постсезон» (после окончания регулярного чемпионата) состоит из 18 команд, которые соревнуется в пяти раундах. Семь лучших команд в каждой конференции напрямую выходят в 1/8 финала («первый раунд»), в то время как команды каждой конференции, занявшие восьмое и девятое места, участвуют в специальном плей-офф за место в этом раунде («вайлд-кард»). Кубок MLS — это финал, проводимый одни матчем, победитель которого становится чемпионом лиги данного года. Семь раз команда выигрывала «домашний дубль»: одерживая победу в Кубок MLS и Supporters’ Shield в одном сезоне. В 2017 году «Торонто» стал первой и единственной на момент начала 2024 года командой, выигравшей «домашний требл».

## Список сезонов
| dagger | Победитель Supporters’ Shield (регулярного чемпионата) |
| *      | Клуб, оформивший «домашний дубль»                      |
| ‡      | Клуб, оформивший «домашний требл»                      |
| *      | Игрок поставил рекорд турнира по забитым голам         |

| Сезон | Клубы | Игры  | Чемпион (Кубок MLS)  | Восточная конференция | Западная конференция | Центральная конференция | MVP                      | Лучший бомбардир                               | Посещаем. | Ref.   |
| ----- | ----- | ----- | -------------------- | --------------------- | -------------------- | ----------------------- | ------------------------ | ---------------------------------------------- | --------- | ------ |
| 1996  | 10    | 32    | Ди Си Юнайтед        | Тампа-Бэй Мьютини     | Лос-Анджелес Гэлакси | —                       | Карлос Вальдеррама       | Рой Ласситер (27)                              | 17,406    | [ 1 ]  |
| 1997  | 10    | 32    | Ди Си Юнайтед        | Ди Си Юнайтед         | Канзас-Сити Уизардс1 | —                       | Преки                    | Хайме Морено (16)                              | 14,619    | [ 2 ]  |
| 1998  | 12    | 32    | Чикаго Файр          | Ди Си Юнайтед         | Лос-Анджелес Гэлакси | —                       | Марко Этчеверри          | Стерн Стерн (26)                               | 14,312    | [ 3 ]  |
| 1999  | 12    | 32    | Ди Си Юнайтед        | Ди Си Юнайтед         | Лос-Анджелес Гэлакси | —                       | Джейсон Крайс            | Стерн Стерн Джейсон Крайс Рой Ласситер (по 18) | 14,282    | [ 4 ]  |
| 2000  | 12    | 32    | Канзас-Сити Уизардс  | Метростарз2           | Канзас-Сити Уизардс  | Чикаго Файр             | Тони Меола               | Мамаду Дьялло (26)                             | 13,756    | [ 5 ]  |
| 2001  | 12    | 26–27 | Сан-Хосе Эртквейкс   | Майами Фьюжн          | Лос-Анджелес Гэлакси | Чикаго Файр             | Алекс Пинеда Чакон       | Алекс Пинеда Чакон (19)                        | 14,961    | [ 6 ]  |
| 2002  | 10    | 28    | Лос-Анджелес Гэлакси | Нью-Инглэнд Революшн  | Лос-Анджелес Гэлакси | —                       | Карлос Руис              | Карлос Руис (24)                               | 15,822    | [ 7 ]  |
| 2003  | 10    | 30    | Сан-Хосе Эртквейкс   | Чикаго Файр           | Сан-Хосе Эртквейкс   | —                       | Преки                    | Карлос Руис Тейлор Туэллмен (по 15)            | 14,898    | [ 8 ]  |
| 2004  | 10    | 30    | Ди Си Юнайтед        | Коламбус Крю          | Канзас-Сити Уизардс  | —                       | Амадо Гевара             | Брайан Чинг Эдди Джонсон (по 12)               | 15,559    | [ 9 ]  |
| 2005  | 12    | 32    | Лос-Анджелес Гэлакси | Нью-Инглэнд Революшн  | Сан-Хосе Эртквейкс   | —                       | Тейлор Туэллмен          | Тейлор Туэллмен (17)                           | 15,108    | [ 10 ] |
| 2006  | 12    | 32    | Хьюстон Динамо       | Ди Си Юнайтед         | Даллас               | —                       | Кристиан Гомес           | Джефф Каннингем (16)                           | 15,504    | [ 11 ] |
| 2007  | 13    | 30    | Хьюстон Динамо       | Ди Си Юнайтед         | Чивас США            | —                       | Лусиано Эмилио           | Лусиано Эмилио (20)                            | 16,770    | [ 12 ] |
| 2008  | 14    | 30    | Коламбус Крю         | Коламбус Крю          | Хьюстон Динамо       | —                       | Гильермо Баррос Скелотто | Лэндон Донован (20)                            | 16,460    | [ 13 ] |
| 2009  | 15    | 30    | Реал Солт-Лейк       | Коламбус Крю          | Лос-Анджелес Гэлакси | —                       | Лэндон Донован           | Джефф Каннингем (17)                           | 16,037    | [ 14 ] |
| 2010  | 16    | 30    | Колорадо Рэпидз      | Нью-Йорк Ред Буллз    | Лос-Анджелес Гэлакси | —                       | Давид Феррейра           | Крис Вондоловски (18)                          | 16,675    | [ 15 ] |
| 2011  | 18    | 34    | Лос-Анджелес Гэлакси | Спортинг Канзас-Сити  | Лос-Анджелес Гэлакси | —                       | Дуэйн Де Розарио         | Дуэйн Де Розарио Крис Вондоловски (по 16)      | 17,872    | [ 16 ] |
| 2012  | 19    | 34    | Лос-Анджелес Гэлакси | Спортинг Канзас-Сити  | Сан-Хосе Эртквейкс   | —                       | Крис Вондоловски         | Крис Вондоловски (27)                          | 18,807    | [ 17 ] |
| 2013  | 19    | 34    | Спортинг Канзас-Сити | Нью-Йорк Ред Буллз    | Портленд Тимберс     | —                       | Майк Маги                | Камило Санвеззо (22)                           | 18,608    | [ 18 ] |
| 2014  | 19    | 34    | Лос-Анджелес Гэлакси | Ди Си Юнайтед         | Сиэтл Саундерс       | —                       | Робби Кин                | Брэдли Райт-Филлипс (27)                       | 19,148    | [ 19 ] |
| 2015  | 20    | 34    | Портленд Тимберс     | Нью-Йорк Ред Буллз    | Даллас               | —                       | Себастьян Джовинко       | Себастьян Джовинко Кей Камара (по 22)          | 21,574    | [ 20 ] |
| 2016  | 20    | 34    | Сиэтл Саундерс       | Нью-Йорк Ред Буллз    | Даллас               | —                       | Давид Вилья              | Брэдли Райт-Филлипс (24)                       | 21,692    | [ 21 ] |
| 2017  | 22    | 34    | Торонто              | Торонто               | Портленд Тимберс     | —                       | Диего Валери             | Неманья Николич (24)                           | 22,112    | [ 22 ] |
| 2018  | 23    | 34    | Атланта Юнайтед      | Нью-Йорк Ред Буллз    | Спортинг Канзас-Сити | —                       | Хосеф Мартинес           | Хосеф Мартинес (31)                            | 21,875    | [ 23 ] |
| 2019  | 24    | 34    | Сиэтл Саундерс       | Нью-Йорк Сити         | Лос-Анджелес         | —                       | Карлос Вела              | Карлос Вела (34)                               | 21,265    | [ 24 ] |